# Cucumis melo

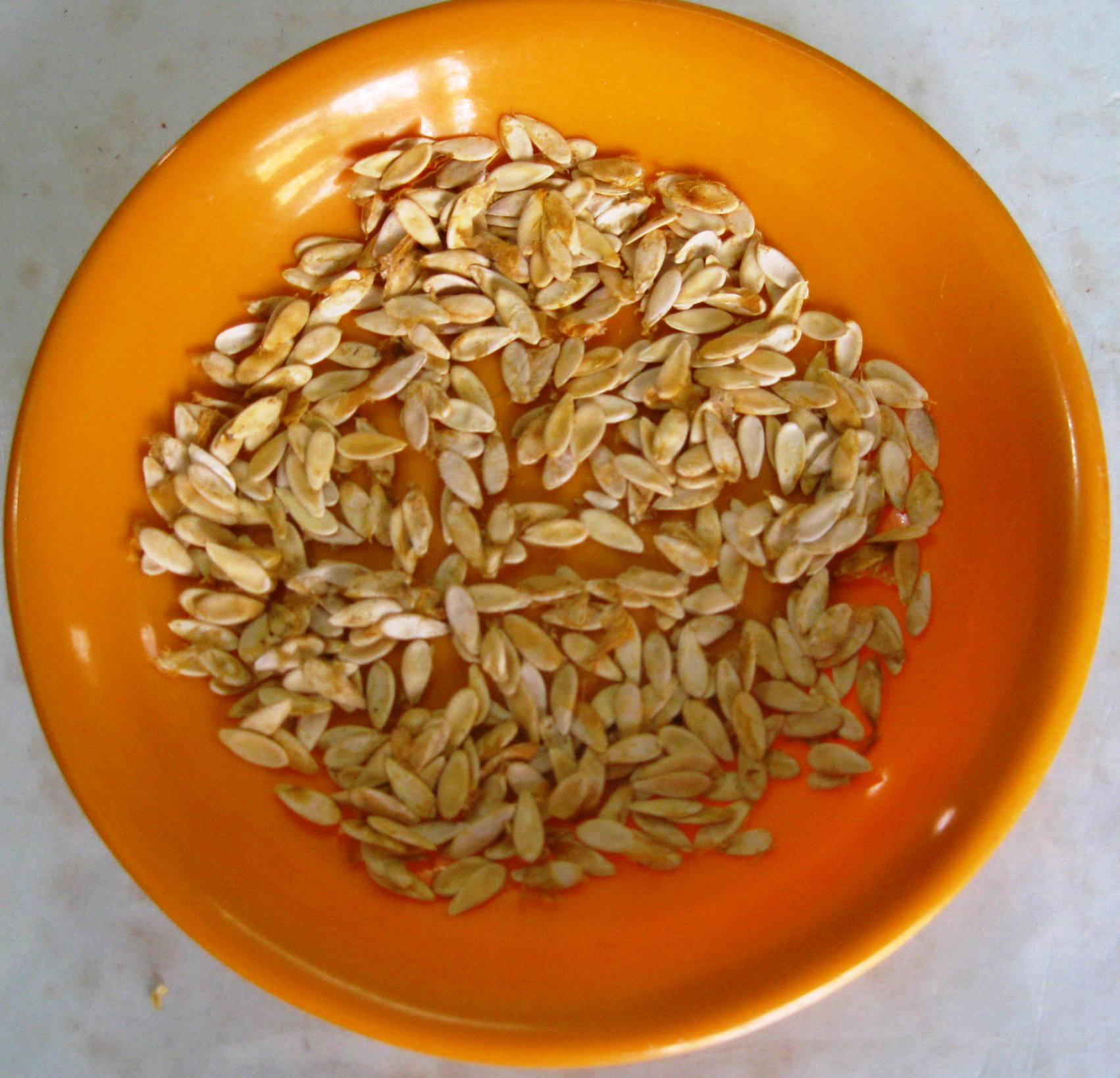
semi di melone

Il melone (Cucumis melo L., 1753) o popone è una pianta annuale rampicante della famiglia Cucurbitaceae della quale sono state selezionate innumerevoli cultivar.
Il termine melone indica sia il frutto che la pianta stessa, a seconda dei contesti in cui viene utilizzato.
È largamente coltivata per i suoi frutti commestibili, dolci e profumati. Non tutte le varietà di meloni sono dolci: ad esempio, il melone serpentino è un melone non dolce, diffuso prevalentemente in Asia dalla Turchia al Giappone, di forma allungata e di sapore simile al cetriolo.

## Origini
L'origine non è nota con certezza, secondo alcuni autori arriverebbe dall'Asia, nell'antica Persia secondo altri è di possibili origini africane dove meloni selvatici sono stati recentemente segnalati.
Nel V secolo a.C. il popolo egizio iniziò ad esportarlo nel bacino del Mediterraneo e arrivò in Italia nella prima età imperiale come raccontato da Plinio (I secolo d.C.) nel suo libro Naturalis Historia che lo uniformò al cetriolo a forma di mela cotogna, melopepaes. Le attuali conoscenze sulla sua diffusione nel bacino del Mediterraneo però sono state messe in discussione dalle recenti scoperte archeologiche fatte in Sardegna dove semi di melone riferibili all'età del Bronzo (tra il 1310-1120 a.C., in piena epoca nuragica), quindi in epoca ben antecedente, sono stati rinvenuti nel sito archeologico di Sa Osa a Cabras, in provincia di Oristano, poco distante dal luogo nel quale sono state trovate le statue dei Giganti di Monte Prama.
Durante l'Impero Romano il melone si diffuse rapidamente (utilizzato però come verdura, servito in insalata) tanto che al tempo dell'imperatore Diocleziano, venne emesso un apposito editto per tassare quegli esemplari di melone che superassero il peso di 200 grammi.
Alexandre Dumas scrisse “per rendere il melone digeribile, bisogna mangiarlo con pepe e sale, e berci sopra un mezzo bicchiere di Madera, o meglio di Marsala”; egli apprezzava i meloni conosciuti in Francia come Cavaillon, per la zona di produzione, e fece richiesta alla biblioteca della città di uno scambio tra le sue opere (circa 400 volumi) ed una rendita vitalizia di 12 meloni l'anno, cosa che accadde fino alla sua morte nel 1870. Fu in suo onore che venne istituita la confraternita dei Cavalieri dei meloni di Cavaillon.
Il melone venne anticamente considerato simbolo di fecondità, forse in ragione dei numerosissimi semi, ed altresì associato al concetto di sciocco e goffo (uno stolto veniva chiamato mellone e una scemenza mellonaggine). Secondo Angelo De Gubernatis, la ragione di tale associazione è da ricercare nell'estrema fecondità di questi frutti, alla loro capacità generatrice, incontrollata, opposta alla ragione dell'intelligenza.
Altri medici del tempo li consideravano nocivi e imputarono al melone la morte di ben quattro imperatori e due pontefici. Anche il naturalista romano Castore Durante (1529-1590) nel suo Herbario nuovo del 1585 ammoniva di non abusarne perché «sminuiscono il seme genitale» e ne sconsigliava l'uso a diabetici, dispeptici e a tutti coloro che soffrono di disturbi dell'apparato digerente, promuovendo per tutti gli altri invece le virtù rinfrescanti, diuretiche e lassative.

## Botanica

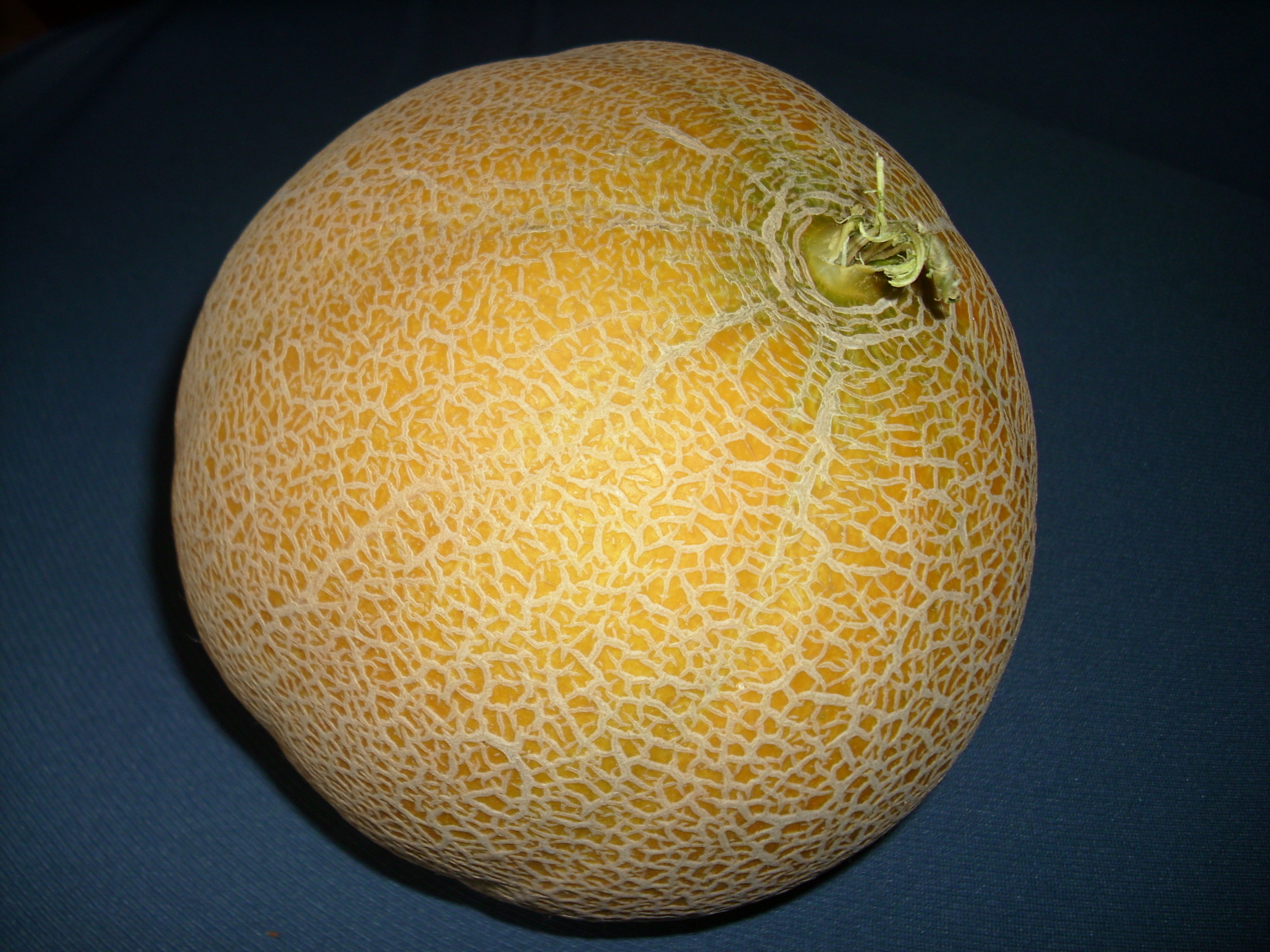
Melone retato

### Varietà

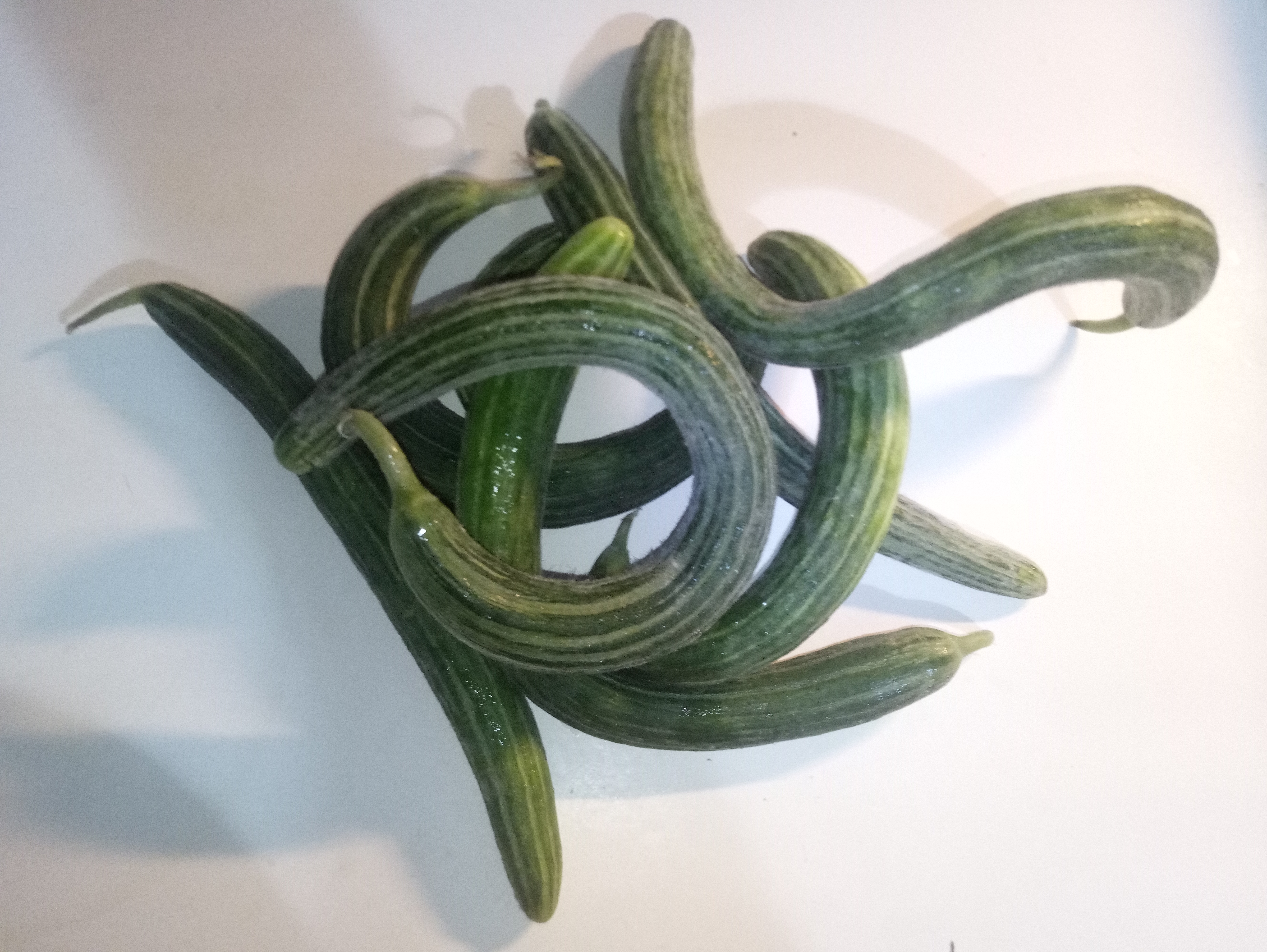
Meloni serpentini

Il melone coltivato appartiene alla specie Cucumis melo il cui frutto, polimorfo, ha dato vita a numerose varietà; le più importanti sono:
- melone come frutto (raccolto a maturazione):
  - gruppo cantalupensis o cantalupio, di media grandezza, superficie reticolata, polpa giallo-arancio, chiamati così perché portati da missionari asiatici al castello pontificio di Cantalupo, sui colli di Roma;
  - gruppo reticulatus, o meloni retati, di media grandezza, polpa bianca o giallo-verde, con superficie reticolata;
  - gruppo inodorus, meloni d'inverno, polpa biancastra o rosata con buccia liscia, dal gusto intermedio tra la pera e il melone; costituiscono il tipico piatto di Natale nella tradizione siciliana e italiana in generale.
- melone come ortaggio (raccolto prima della maturazione):
  - gruppo flexuosus, meloni serpentini o tortarelli (anche noti come "cocomeri di Turchia"[5]), di colore verde con solchi longitudinali, tomentosi;[6] sono utilizzati crudi da soli o nelle insalate miste alla stessa maniera del cetriolo;
  - gruppo momordica, melone amaro, utilizzato principalmente come pianta medicinale perché ricco di vitamina A, C e E.

Sono usati come ortaggi anche:
- il barattiere, spesso considerato una varietà di cetriolo (ma invece è una varietà di melone), in Italia coltivato soprattutto in Puglia;[7]
- il carosello, pure considerato erroneamente da molti una varietà di cetriolo, in Italia coltivato anch'esso soprattutto in Puglia;[8][9]
- il melone orientale, detto tián guā in Cina, chamoe in Corea, makuwa uri in Giappone.[10]

#### Descrizione

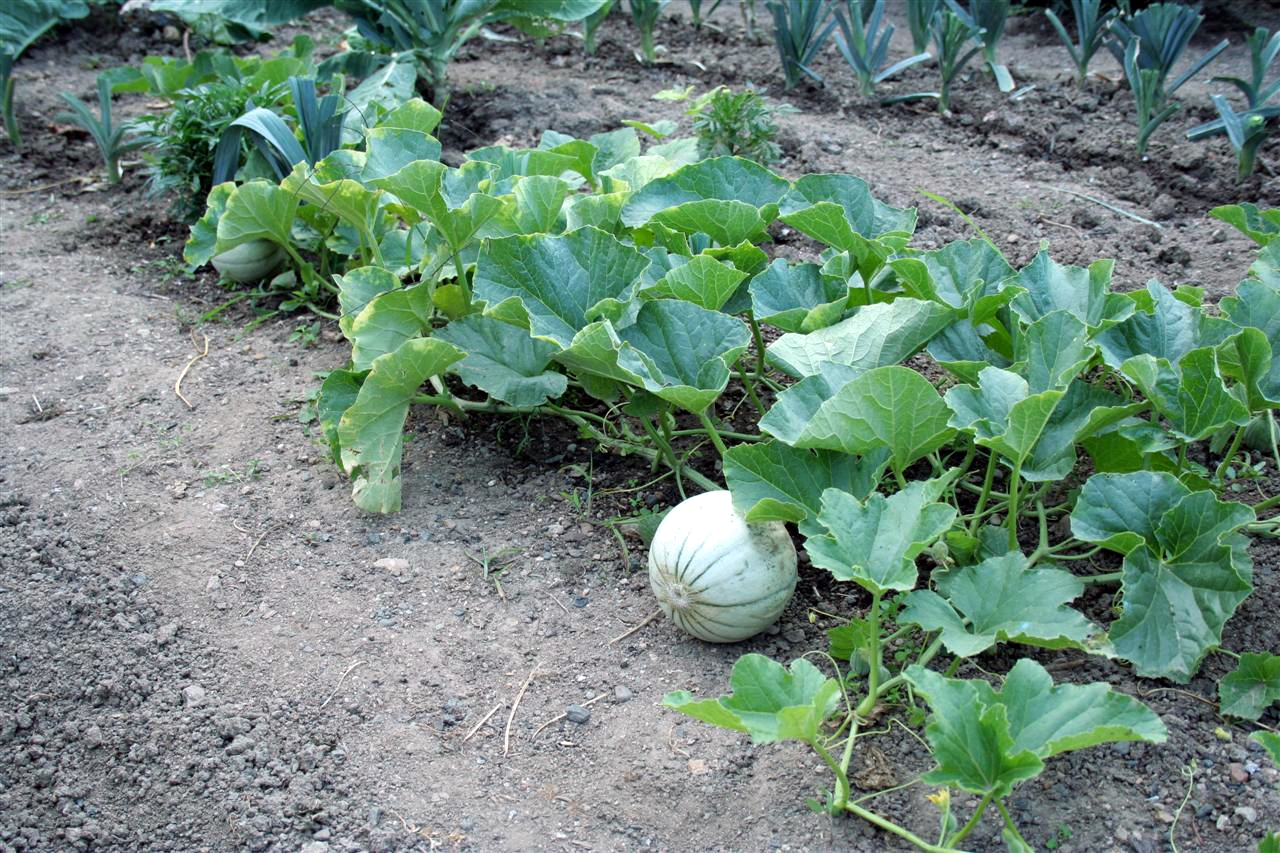
Pianta del melone

È una pianta erbacea strisciante o rampicante, annuale.
Le radici fibrose possono estendersi nella terra anche oltre i 150 cm; il fusto, ricco di peluria, è ramificato con cirri; le foglie sono alterne, opposte ai cirri, lobate e cordate alla base, lunghe più di dieci centimetri, quanto il loro picciolo.
I fiori, gialli a 5 lobi, sono generalmente unisessuali (sessi separati su due fiori distinti), portati dalla stessa pianta (pianta monoica, mentre le piante dioiche portano i fiori maschili e femminili in due piante separate) e compaiono normalmente prima quelli maschili riuniti in fascetti di 5-10, mentre quelli femminili sono singoli o appaiati e compaiono in seguito su rami di terza generazione.
Nonostante la copiosa fioritura, che dura tutta l'estate da maggio a settembre, solo il 10% diventa frutto.

#### Caratteristiche del frutto

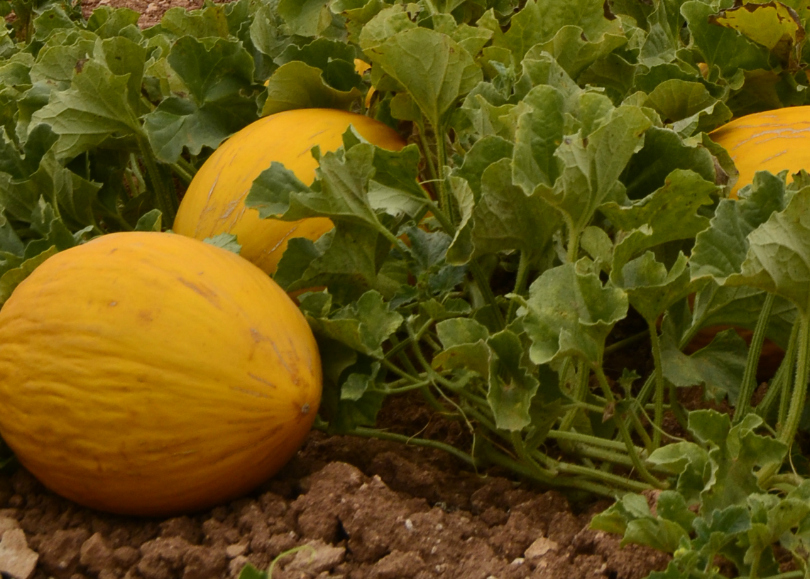
Melone giallo

Il frutto del melone è voluminoso, di forma ovale o tondeggiante e sulla buccia sono visibili delle divisioni "a fette".
La buccia è pressoché liscia o appena rugosa, il colore può variare da un giallo pallido ai toni del verde.
La polpa varia dal bianco all'arancio ed è succosa e molto profumata quando raggiunge la maturazione.
La cavità centrale, fibrosa, contiene molti semi.

## Produzione
| I maggiori produttori di melone nel 2018 | I maggiori produttori di melone nel 2018 |
| Paese                                    | Produzione (tonnellate)                  |
| ---------------------------------------- | ---------------------------------------- |
| Cina                                     | 12 727 263                               |
| Turchia                                  | 1 753 942                                |
| Iran                                     | 1 731 443                                |
| Kazakistan                               | 893 857                                  |
| Stati Uniti                              | 872 080                                  |
| Egitto                                   | 701 071                                  |
| Spagna                                   | 664 353                                  |
| Guatemala                                | 623 405                                  |
| Italia                                   | 607 970                                  |
| Messico                                  | 594 608                                  |
| Brasile                                  | 581 478                                  |

### Aspetto economico
La produzione mondiale dei meloni si aggira intorno al 26,7 milioni di tonnellate (FAO 2003).
I principali Paesi produttori sono la Cina (che da sola produce il 51,4% della produzione mondiale), Turchia, USA, Spagna, Marocco, Romania, Iran, Israele, Egitto e India.
Il rendimento medio è di 211 quintali /ha ma arriva a 333 q/ha nei Paesi Bassi e 346 q/ha negli Emirati Arabi Uniti.
In Europa oltre la Spagna (un milione di tonnellate), c'è l'Italia (580000 t) e la Francia (300000 t)

#### Varietà italiane
Diverse sono le varietà coltivate in Italia.
- Per il melone retato
  - Talento
  - Macigno
  - Expo
  - Sogno
- Per il melone Long life
  - Mundial
  - Intenso
  - Pregiato
  - Polis
- Per i Meloni Cantalupo
  - Comune
  - Prescott
- Per i meloni invernali
  - Gigante di Napoli, buccia verde e polpa bianca
  - Melone di malta, polpa verde
  - Morettino, buccia e polpa verde
  - Viadana, buccia gialla e polpa arancio
- Meloni Siciliani
  - RedMoon, polpa rossa
  - Magenta, polpa rossa
  - Tiburzi (o Tibursi), polpa gialla
  - Proteo, polpa gialla
  - Armatan, liscio
  - Cartucciaro di Paceco[12]
  - Purceddu d'Alcamo (esterno verde)
  - Tondo giallo di Fulgatore

### Utilizzo
I frutti si possono mangiare crudi sia come antipasto che come dessert. Si possono anche cuocere per ottenere composte e marmellate.
Un buon melone deve essere profumato, esalare un profumo tipico che segnala la giusta maturità.
La temperatura di conservazione non deve mai scendere al di sotto dei 5 °C.

## Avversità
- Micosi a carico della parte aerea:
  - peronospora (Pseudoperonospora cubensis);
  - oidio o mal bianco (Erysiphe cichoracearum, Sphaerotheca fuliginea);
  - cancro gommoso (Didymella bryoniae);
  - cercosporiosi (Cercospora citrullina);
  - alternariosi (Alternaria cucumerina);
  - muffa grigia (Botrytis cinerea).
- Micosi a carico del piede e dell'apparato radicale:
  - marciume radicale (Pythium spp, Phytophthora spp, Rhizoctonia solani);
  - sclerotinia (Sclerotinia sclerotiorum);
  - collasso (Monosporascus cannonmballus);
  - tracheofusariosi (Fusarium oxysporum ssp. melonis);
  - tracheoverticillosi (Verticillium, sia dahliae che albo-atrum).
- Batteriosi:
  - maculatura delle foglie e dei frutti (Pseudomonas syringae pv. lachrymans);
  - marciume molle (Erwinia carotovora ssp. carotovora);
  - avvizzimento batterico (Erwinia tracheiphila).
- Virosi:
  - Mosaico del cetriolo (CMV);
  - Mosaico giallo dello zucchino (ZYMV);
  - Mosaico del cocomero (WMV1 e WMV2).
- Fitofagi e fitomizi:
  - Nematodi galligeni (Meloidogyne);
  - Ragnetto rosso (Tetranychus urticae);
  - Elateridi (Agriotes sp.);
  - Crisomelidi (Phyllotreta sp.);
  - Ditteri (Delia platura, Liriomyza trifolii);
  - Nottue (Agrotis sp., Spodoptera exigua);
  - Afidi (Aphis gossypii, Myzus persicae);
  - Tripidi (Frankliniella occidentalis, Thrips tabaci, Heliothrips haemorrhoidalis).

## Valore simbolico
Melone fu anche il nome della lista civica triestina che negli anni settanta si oppose fortemente al trattato di Osimo.
La lista civica, che si chiamava "Lista per Trieste", aveva assunto il melone e l'alabarda in quanto simboli di Trieste. Sul Colle di San Giusto c'è una colonna che dal 1844 ha in cima un melone sormontato da un'alabarda. Tali simboli sono però più antichi. Il melone ha 13 spicchi, uno per ogni Casada della nobiltà medievale triestina. L'alabarda, secondo un'antica tradizione, cadde dal cielo su Trieste il giorno del martirio di san Sergio, compatrono di Trieste. Egli fu martirizzato in Siria, in quanto cristiano, ed era ufficiale dell'esercito romano.